# Хайневальде
Хайневальде (нем. Hainewalde) — община в Германии, в земле Саксония. Подчиняется административному округу Дрезден. Входит в состав района Гёрлиц. Подчиняется управлению Гросшёнау-Вальтерсдорф. Население составляет 1658 человек (на 31 декабря 2010 года). Занимает площадь 12,96 км².

## Население
| Год  | Численность | Численность |
| ---- | ----------- | ----------- |
| 2017 | 1520        | [ 1 ]       |
| 2019 | 1497        | [ 3 ]       |
| 2021 | 1519        | [ 4 ]       |
| 2022 | 1527        | [ 5 ]       |
| 2023 | 1512        | [ 2 ]       |